# Schlacht bei Monroe’s Crossroads
Rivers’ Bridge – Wyse Fork – Monroe’s Crossroads – Averasborough – Bentonville
Das Gefecht bei Monroe’s Crossroads (auch Schlacht an der Fayetteville Road oder bei Blueʼs Farm) war eine Schlacht des Amerikanischen Bürgerkrieges, die am 10. März 1865 während des Carolina-Feldzuges ungefähr 15 km östlich von Southern Pines in North Carolina stattfand. Das Schlachtfeld befindet sich heute inmitten des  Truppenübungsplatzes Fort Bragg.

## Hintergrund
Nach der Zerstörung von Columbia, South Carolina am 17. Februar 1865 setzte Generalmajor William T. Sherman seinen Feldzug in Richtung North Carolina fort. Sherman teilte seine Truppen auf, ließ aber den Anschein erwecken, die Unionstruppen würden konzentriert nach Charlotte vorrücken. Sherman plante, Fayetteville zu sichern und dann nach Nordosten in Richtung Goldsboro vorzurücken. Dort wollte er sich mit den anderen Unionsarmeen zusammenschließen, die bereits an der Küste North Carolinas operierten.  Der konföderierte General Joseph Eggleston Johnston konzentrierte seine Bemühungen auf die Verteidigung von North Carolina. Johnston hoffte, einen Flügel der Unionstruppen zu besiegen, um die überwältigende Übermacht der Union zu verringern.
Anfang März 1865 rückten die Unionstruppen nach North Carolina und in Richtung Fayetteville vor, das Wetter in North Carolina war kalt und regnerisch. Während der Verfolgung lieferten sich Unionstruppen und Konföderierte ständig Scharmützel. Der konföderierte Generalleutnant William J. Hardee brachte sein 8000 Mann starkes Korps nach Osten in Richtung der Clarendon Bridge über den Cape Fear River. Hardee plante, sein Korps über den Fluss zu bringen und dann die Brücke nach Fayetteville, North Carolina zu zerstören, um die konföderierte Hauptmacht mehr Zeit zu verschaffen, seine Streitkräfte in Smithfield zusammenzuführen. Die 3. Kavalleriedivision unter Generalmajor Hugh J. Kilpatrick, die an der Spitze von Shermans Armee stand, hatte gleichartige Absichten. Kilpatrick lenkte seine Division nach Osten, um als Erster den Fluss zu erreichen und die Brücke für Shermans Hauptstreitmacht zu sichern. Während Shermans Armee auf parallelen Straßen nach Fayetteville marschierte, erreichte Kilpatrick am 7. März Rockingham, wo er mit Wheelers konföderierter Kavallerie in Fühlung kam.

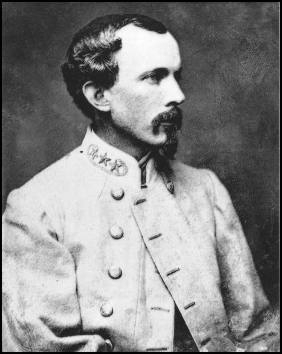
Matthew Butler

Am 8. März begann Hardees Infanterie in Fayetteville einzurücken, es wurde ein neues Kavalleriekommando unter Generalleutnant Wade Hampton mit 5800 Reitern gebildet, wobei Wheelers Streitkräfte und die Division von Generalmajor Matthew Butler vereinigt wurden. Hampton übernahm das Oberkommando, obwohl er denselben Rang wie Wheeler innehatte. Auf Seiten der Union schien Kilpatrick unbekümmert über das Geschehen zu sein, da er seine Zeit in der Kutsche seiner weiblichen Begleiterin Marie Boozer verbrachte, während seine Reiterei im Regen nach Fayetteville vorging und am Drowning Creek ihr Lager aufschlug.
Am 9. März schlug Kilpatricks Kavallerievorhut ihr Lager in Green Springs auf, einem offenen Feld südlich von Monroe's Crossroads. Kilpatrick erfuhr von seinen Spähern, dass die Infanterie von Generalleutnant Hardee vor Kurzem nach Norden vorgerückt war. Er erfuhr auch, dass General Hamptons konföderierte Kavallerie nach Westen zog, um sich Hardees Kommando anzuschließen.
Kilpatrick befahl seiner 2. Brigade (Brig. Gen. Smith D. Atkins), entlang der Morganton Road zu marschieren, der 1. Brigade (Brig. Gen. Thomas J. Jordan), sich entlang der Chicken Road zu positionieren, und der 3. Brigade (Brig. Gen. Thomas T. Heath), zusammen mit der Provisorischen 4. Brigade (Oberstleutnant William B. Way), der Yadkin Road auf dem Weg nach Fayetteville zu folgen. Letztere sollte für die Nacht in Green Springs an der Monroe's Crossroad Halt machen. Die Yadkin- und Morganton-Roads kreuzten sich westlich von Green Springs. Kilpatrick marschierte mit seinem Stab und einer Eskorte aus 15 Männern und einem Offizier, um sich der 3. Brigade anzuschließen. Hinter Kilpatricks Vorhut traf die Vorhut der 3. Brigade unter Oberst George E. Spencer gegen 14:00 Uhr im Dorf Solemn Grove ein. Da der Rest der Division erheblich weiter hinter ihnen lag, beschloss Spencer mit dem 1. Alabama-Kavallerieregiment anzuhalten, sich auszuruhen und Verteidigungspositionen einzunehmen. Seine Späher, die sich entlang der Morganton Road nach Norden und Osten bewegt hatten, berichteten, dass vor Kurzem eine große konföderierte Infanterieeinheit auf dem Weg nach Fayetteville durchgekommen war. Sie berichteten auch, dass konföderierte Kavallerietruppen so schnell wie möglich nach Westen ritten, um aufzuholen.

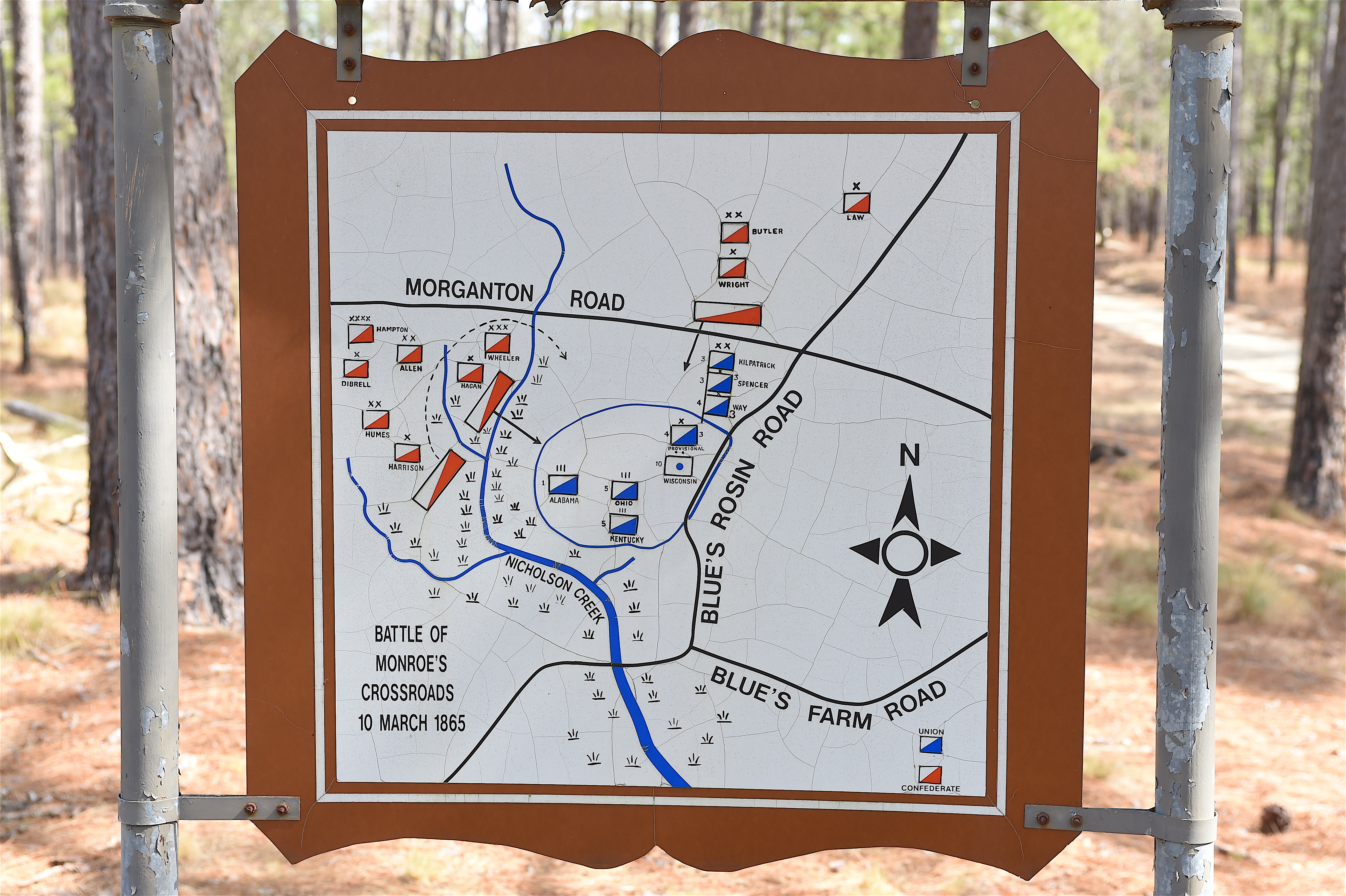
Skizze zum Gefecht

Kilpatricks Kavalleriedivision befand sich nun zwischen Hardees Infanterie in Fayetteville und der konföderierten Kavallerie unter General Hampton. Kilpatrick konnte weiter vorrücken, was angesichts der konföderierten Kavallerie in der Gegend und seiner verstreuten Division ein riskantes Unterfangen war, oder er konnte anhalten, seine Division aufteilen, um die drei Hauptstraßen zu decken und versuchen, Hamptons Kavallerie daran zu hindern, sich mit der konföderierten Infanterie in Fayetteville zu vereinigen. Kilpatrick entschied sich für Letzteres, da er das Gelände auswählen konnte, auf dem er gegen die Konföderierten kämpfen wollte. Die 1. Brigade unter Brigadegeneral Thomas Jordan, die am weitesten hinten in der Kolonne stand, wurde angewiesen, einen Umweg zu machen, um die Chicken Road zu decken.
Kurz vor Mitternacht erkannte Brigadegeneral Atkins, dass konföderierte Reiter zwischen seinen Truppen und denen von Kilpatrick stand. In dem Bemühen, wieder Kontakt zu Kilpatrick aufzunehmen, ging Atkins wieder zurück, um den Gegner auszuweichen, blieb aber nach Tagesanbruch in einem Sumpf stecken. Weitere Aufklärungsarbeiten informierten die Konföderierten über das Lager der Union und nachdem sie einen Späher der Union gefangen genommen hatten, erfuhren sie genaue Einzelheiten über den Aufenthaltsort von Kilpatricks Lagers und Hauptquartier.
General Wade Hampton beschloss, am nächsten Morgen bei Tagesanbruch einen Überraschungsangriff mit 3050 Mann zu starten. Wheelers Truppen waren noch verstreut, und viele waren gerade erst nach einer langen Nacht des Ritts angekommen. Es wurde entschieden, dass Butler den Hauptangriff anführen sollte. Butler und seine Männer sollten das Lager in den frühen Morgenstunden von Norden aus angreifen. Wheelers Männer sollten dann von der Mitte und vom Süden aus angreifen und den Unionskämpfern den Fluchtweg abschneiden. Butler, Wheeler und General William Wirt Allen schmiedeten jeweils eigene Pläne zur Gefangennahme von Kilpatrick.

## Das Gefecht

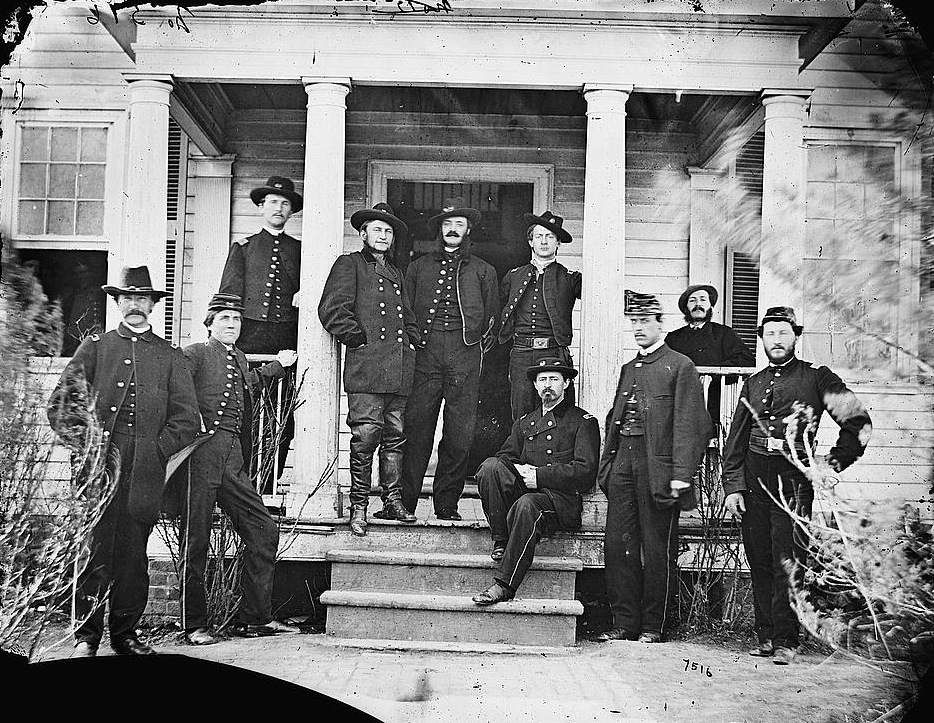
Kilpatrick und der Stab der 3. Kavallerie-Division

Kurz bevor der Angriff am 10. März begann, übergab Hampton als Geste seines guten Willens das Kommando über den Angriff an General Wheeler. Ganz rechts befand sich Humes' Kommando, angeführt von Harrisons Texas Brigade. In der Mitte befand sich Allens Division mit der Alabama-Brigade als Vorhut. General Humes’ Kavallerie waren in völliger Dunkelheit in die Wälder südlich der Morganton Road vorgerückt und war nicht rechtzeitig eingetroffen, das führende Regiment war zu weit nach links abgedriftet und in ein sumpfiges Gebiet geraten, das vom nahen Nicholson Creek gespeist wurde. Humes’ Männer marschierten noch mehrere hundert Meter am Westrand des Sumpfes entlang und positionierten sich dann am südlichen Ende eines von Nord nach Süd verlaufenden Bergrückens.
Westlich des Nicholson Creek befanden sich derweil die beiden anderen Divisionen von Wheelers Korps in Angriffskolonnen. Gegen 5:30 Uhr morgen begann der Angriff, General Butler überraschte das gegnerische Lager an der Kreuzung von Yadkin und Morganton Road vollständig. Kilpatrick, der sich mit seiner Geliebten in einer kleinen Blockhütte in der Nähe von Charles Monroes Farm verschanzt hatte, konnte im Nachthemd von der chaotischen Szene fliehen und sich eine Zeit lang in einem nahegelegenen Sumpf verstecken. Butlers Truppen konnten zwar 130 konföderierte Gefangene befreien, doch die meisten Unionstruppen, die bei der Monroe-Farm umstellt worden waren, konnten in die Wälder und den südlichen Sumpf entkommen. Als man erkannte, dass die Konföderierten nicht weiter verfolgten, begannen die Unionsoffiziere Ordnung in ihre Formation zu bringen. General Kilpatrick beschloss das verlorene Lager zurückzuerobern. Die noch verfügbaren Unionstruppen bestanden aus Männern des 1. Regiments der 3. Indiana-Kavallerie, 8. Indiana-Kavallerie, 2. und 3. Kentucky-Kavallerie und 9. Pennsylvania; 9. Michigan-Kavallerie, 9. und 10. Ohio-Kavallerie und McLaughlins Ohio-Kavalleriegeschwader; dem 3. Regiment aus Männern der 1. Alabama-Kavallerie, 5. Kentucky-Kavallerie, 5. Ohio-Kavallerie und 13. Pennsylvania-Kavallerie.
Wheeler ließ unterdessen die erbeuteten Kanonen für den weiteren Vorstoß einsatzbereit machen. In diesem Moment begann die Unionsarmee mit ihrem Gegenangriff. Die Feuerkraft der Spencer-Karabiner des 5. Ohio vertrieb die Konföderierten aus dem südlichen Teil des Lagers. Als Wheeler von dem Misserfolg der Texaner auf seiner rechten Flanke hörte, befahl er ihnen, sich neu zu formieren und vom nördlichen Ende des Lagers aus wieder in den Kampf einzurücken. Die Truppen des 1. Alabama, die nicht mehr unter Druck standen, zogen sich schnell zurück und schlossen sich ihren Kameraden an, die aus dem Sumpf vorrückten. In der Zwischenzeit wartete man bei den Konföderierten vergeblich auf die Ankunft der Brigade von General Humes.
Beim Überqueren des Nicholson Creek und der Furt der Blue Rosin’s Road hatten Captain T. F. Northrops berittene Kundschafter die Reste der 3. und 4. Kavallerie-Brigade gefunden, gesammelt und mit den eigenen 200 Soldaten vereinigt. Diese berittene Einheit startete einen Angriff den Hügel hinauf, um Monroes-House zurückzuerobern. In der folgenden Verwirrung nahm Oberleutnant Ebenezer Stetson, der eine Artillerieabteilung der Union befehligte, eine der Kanonen zurück und machte sie feuerbereit. Eintreffende Texaner aus Humes Brigade, die den langen Weg um den Sumpf herum zurückgelegt hatten, griffen als Erste Stetsons Kanone an. Als die Konföderierten erkannten, dass das Stürmen der Geschütze hohe Verluste bringen würden, konzentrierten sie ihr Gewehrfeuer erfolgreich auf die Geschützmannschaft. Nachdem die Geschütze ausgeschaltet waren, erkannte Wheeler, dass die letzte Gelegenheit gekommen war, das Lager zurückzuerobern und die Unionstruppen zu schlagen. Zweimal wurden die folgenden Angriffe der Konföderierten durch das schwere Feuer zurückgeschlagen. Die Brigadegeneräle Thomas Harrison und William Y. C. Humes sowie die Obersten James Hagan und Moses W. Hannon wurden dabei verwundet. Brigadegeneral William W. Allen und Oberst Henry Marshall Ashby wurden verletzt, als ihre Pferde unter ihnen weggeschossen wurden. Nach der letzten Abwehr, bei der viele Offiziere der Konföderierten tot oder verwundet waren, wurde Wheeler klar, dass der Rückzug die einzig vernünftige Option war. Um 9:30 Uhr folgte Wheeler den Befehl Hamptons zum Rückzug und die Konföderierten zogen sich geordnet auf die Straße nach Fayetteville zurück. Die Unionstruppen überraschte der plötzliche Abgang der Konföderierten, sie begannen ihre Toten und Verwundeten zu bergen, verwendbare Ausrüstung zu sammeln und sich für den Notfall eines neuerlichen Angriffs vorzubereiten. Das Eintreffen von Infanterieteilen aus Generalmajor James D. Morgans Division (XIV. Korps) sicherte die Lage der Union vollständig.
Der Ausgang des Gefechts öffnete den Konföderierten die Straße nach Fayetteville, und die Schlacht verhinderte am 10. März den Vormarsch der Unionstruppen in Richtung Fayetteville. Letztendlich war die Schlacht ein taktischer Sieg der Union, aber ein strategischer Sieg der Konföderierten. Die Konföderierten hatten, obwohl sie vom Schlachtfeld vertrieben worden waren, ihr strategisches Ziel erreicht, sich in Fayetteville mit Hardees Infanterie zu vereinigen.

## Ergebnis
Der vollständige Erfolg blieb den Konföderierten versagt, da die Aufklärung wegen des ungünstigen Geländes (aufgrund des nebeligen und regnerischen Wetters) versagte und Humes Brigade wenig Erfolg hatte. Die Berichte über die Verluste aus der Schlacht sind verwirrend und widersprüchlich: 183 Mann bei der Union und 86 bei den Konföderierten, Kilpatrick, der für seine Übertreibungen bekannt ist, berichtet, dass etwa einhundert Soldaten der Union gefangen genommen wurden, General Wheeler berichtete von über 350 Gefangenen und General Johnstons Bericht behauptete, die Zahl liege bei etwa 500 Gefangenen.
Das Gefecht bei Monroe's Crossroads verschaffte der konföderierten Infanterie die nötige Zeit, um auf die Ostseite des Cape Fear River zu gelangen, indem es den Vormarsch der Unionstruppen verzögerte und den Konföderierten Zeit gab, sich neu zu formieren und eine Verteidigungsposition in Bentonville (westlich von Goldsboro (North Carolina)) einzunehmen. Am 11. März kam es zu einigen Scharmützeln, als Späher der Union die konföderierten Truppen in Fayetteville angriffen, die jedoch zurückgeschlagen wurden. Die Konföderierten zogen sich vor der Ankunft der Hauptstreitmacht der Union über den Cape Fear River zurück und zerstörten die Brücken. Fayetteville ergab sich formell Shermans Truppen, doch die konföderierten Soldaten entkamen und Sherman konnte seine Truppen erst am 15. März über den Cape Fear River bringen.